# Stronger Than Me
«Stronger Than Me» es el sencillo debut de la cantante británica Amy Winehouse de su álbum debut Frank (2003), escrito por Winehouse y Salaam Remi y lanzado el 6 de octubre de 2003.

## Formatos
UK CD single/Digital Download
1. «Stronger Than Me» – 3:34
2. «What It Is» – 4:44
3. «Take the Box» (The Headquarters Mix) – 3:49

UK promo CD single
1. «Stronger Than Me» (Álbum Versión) – 3:34

UK 12" single
- Side A:

1. «Stronger Than Me» (Álbum Versión)
2. «Stronger Than Me» (Curtis Lynch Jnr.)

- Side B:

1. «Stronger Than Me» (Harmonic 33 Remix)
2. «Stronger Than Me» (A cappella)

UK 12" promo single (release of 300no only dj copies)
- Side A:

1. «Stronger Than Me» (Curtis Lynch Jnr Vocal Remix)

- Side B:

1. «Stronger Than Me» (Curtis Lynch Jnr Dub Remix)

## Posicionamiento
| Listas (2003)    | Posición |
| ---------------- | -------- |
| UK Singles Chart | 71       |
| Listas (2004)    | Posición |
| Dutch Top 100    | 87       |